# Riga
Riga (lav. Rīga) je glavni grad Latvije. S oko 720.000 stanovnika također je i najveći grad te države. Nalazi se na ušću rijeke Zapadne Dvine (lav. Daugave) u Baltičko more, u južnom dijelu Riškog zaljeva. Riga je najveći grad u baltičkim državama i ima status glavnog kulturnog, obrazovnog, političkog, financijskog, komercijalnog i industrijskog centar Baltika. Stara Riga (lav. Vecrīga) nalazi se na UNESCO-ovoj listi svjetske baštine, jer ima najveći broj građevina u stilu secesije (jugendstila) u Europi.
Riga je službeno postala gradom 1201. godine. Podijeljena je na 6 administrativnih jedinica: Centar, Kurzeme, Ziemelju, Latgale, Vidzeme i Zemgale. Povijesno središte Rige nalazi se na desnoj obali Daugave, oko 10 km od njenog ušća.
Klima je pod utjecajem blizine mora, samim time blaga i vlažna. Ljeta su prohladna i oblačna, a zime tople. Prosječna siječanjska temperatura je –4,7 °C. Oblačno je u prosjeku oko 40 % dana u godini.

## Povijest
Riga se nalazi na mjestu antičke naseobine Liva, stargog finskog plemena, na ušću rijeka Daugave i Ridzene. Ridzene je bila poznata kao Rijeka Riga i u jednom trenutku je formirala Jezero Riga, ali danas ne postoji ni jedno ni drugo. Najvjerojatnije je Riga dobila ime po ovoj rijeci.
Temelji moderne Rige postavljeni su u vrijeme njemačkih trgovaca i križara, koji su dolazili u Latviju krajem 12. stoljeća, uglavnom privučeni rastućim brojem stanovnika, koji su pružali nove prilike i ljudima koji još uvijek nisu primili kršćanstvo. Njemački trgovci su osnovali ispostave za trgovinu u regiji blizu naseobine Liva kod Rige 1158. godine, a augustinski redovnik Meinhard sagradio je prvi samostan 1190. godine.
Biskup Albert došao je u Rigu 1201. godine s 23 broda i više od 1.500 naoružanih križara. Tim činom Riga postaje biskupija. Osnovao je društvo Livonska braća po maču, da bi iste godine Rigi dodijelio status grada. Albert je uspio preobratiti kralja Liva, Kaupa od Turaide, na kršćanstvo. Riga je zajedno s Livonijom i Pruskom pala pod vlast Svetog Rimskog Carstva. Za vrijeme Martina Luthera, većina stanovništva preobraćuje se na protestantizam.
Riga je služila kao spona u trgovini između baltičkih plemena i Rusije. Grad je 1282. postao član hanzeatske lige. Hanza se razvila iz udruženja trgovaca u trgovinsko-političku uniju gradova i mjesta Sjeverne Njemačke i Baltika. Zbog svoje politike, koja je favorizirala njemačke članice, hanzeatska liga se pokazala kao veoma uspješna. Njen utjecaj opada krajem 14. stoljeća, nakon što su Litva i Latvija stupile u savez, kao i zemlje Skandinavije. Ipak, Hanza je bila ključan faktor ekonomske i političke stabilnosti Rige.

### Moderna povijest
Prvi svjetski rat i Oktobarska revolucija u Rusiji imali su veliki utjecaj na Rigu. Njemačka vojska ušla je u Rigu 1917. godine, a 1918. potpisan je sporazum kojim su Baltičke zemlje date Njemačkoj. Ipak, Njemačka je, kao i Rusija, bila obvezna dopustiti svim zemljama pravo na neovisnost, te je, nakon više od 700 godina strane okupacije, Latvija s Rigom kao glavnim gradom, objavila neovisnost 18. studenog 1918.
Između dva svjetska rata Riga i Latvija su se okrenule zapadnim zemljama. Ustanovljen je demokratski, parlamentarni sustav s predsjednikom. Latvijski jezik je priznat kao službeni jezik, a Latvija je primljena u Ligu naroda. Velika Britanija i Njemačka su zamijenile Rusiju kao glavni trgovački partneri. Prvi premijer Latvije Kārlis Ulmanis studirao je na poljoprivrednom fakultetu i radio na Sveučilištu u Nebraski, u SAD-u. Riga je opisivana kao veliki i impozantan grad, koji je od svojih posjettelja dobio naziv "Pariz istoka".
Međutim, ovo razdoblje preporoda je bilo kratkog daha, jer je uslijedila sovjetska okupacija 1940. godine, zatim njemačka okupacija 1941. – 1944. te ponovna sovjetska okupacija pred kraj rata. Baltički Nijemci nasilno su protjerani natrag u Njemačku nakon 700 godina u Rigi. Stotine tisuća Latvijaca nestalo je, a tisuće su emigrirale u razne zemlje svijeta. Latvija je izgubila trećinu populacije.
Sovjetska okupacija nakon rata obilježena je protjerivanjima u Sibir, snažnom industrijalizacijom i planiranom imigracijom velikog broja ne-Latvijaca u Rigu, uglavnom Rusa. Do 1975. 40 % stanovnika Rige bili su Latvijci, a taj postotak je porastao nakon proglašenja neovisnosti.
Krajem 1980-ih, Perestrojka sovjetskog vođe Mihaila Gorbačova dovela je do situacije u kojoj su mnoge sovjetske republike mogle povratiti slobodu i neovisnost. Latvija je objavila neovisnost 21. kolovoza 1991. godine, a priznata je od strane Rusije u rujnu. Latvija je službeno pristupila Ujedinjenim narodima 17. rujna 1991. godine, a sve ruske vojne snage napustile su zemlju između 1992. i 1994.
Riga je 2001. proslavila 800 godina postojanja. Latvija je pristupila NATO-u 29. ožujka 2004., a Europskoj uniji 1. svibnja iste godine.

## Znamenitosti
Najveći broj znamenitosti grada je u starom dijelu koji se naziva Vecriga ("Stara Riga"), koji je pod međunarodnom zaštitom. Najveće izletište stanovnika Rige je Jurmala, obalni gradić s velikom plažom, koji se nalazi na 40 minuta vožnje od Rige. Atrakcija Jurmale su drvene kuće građene u stilu secesije.

### Znamenitosti starog grada
- Riški dvorac
- Crkva sv. Petra
- Veliki i mali cehovski dom
- Tri brata
- Kuća Crnoglavih
- Riška katedrala
- Barutna kula
- Akademija znanosti
- Оpera
- Katedrala Svete Marije
- Središnja riška tržnica
- Sat Lajma
- Švedska vrata
- Crkva Aleksandra Nevskog

### Znamenitosti novog grada
- TV toranj u Rigi (pored onoga na beogradskoj Avali, jedini TV toranj s tronožnom osnovom)
- Spomenik slobode
- Saules Akmens (najviši neboder)

## Stanovništvo i gospodarstvo
Riga je lučki grad te prometni i gospodarski centar Latvije. Većina financijskih institucija Latvije nalazi se u Rigi, uključujući i Centralnu Banku Latvije. Panbaltička banka – Hansabanka napravila je zgradu-sjedište u Rigi i to je najviša riška građevina poslije TV tornja. Trgovinska razmjena je u stalnom porastu posljednjih godina, a najviše investicija došlo je nakon ulaska Latvije u Europsku uniju 2004. godine. Riška industrija čini više od polovice industrije Latvije. Najznačajniji sektori su prehrambeni, sektor usluga, farmacija, prerada drveta, tisak, tekstilna i telekomunikacijska industrija. Gradska luka je veoma važan teretni centar u Baltičkom moru.
Poslovni i privatni turizam posljednjih je godina doživio porast, zbog popravljanja turističke i trgovinske infrastrukture. Većina turista u Rigu dolazi preko međunarodne zračne luke, koja je i najveća među Baltičkim zemljama. Zračna je luka renovirana i modernizirana 2001. godine, u sklopu proslave 800 godina Rige.
U Rigi se nalazi mnoštvo institucija višeg i visokog obrazovanja, uključujući i Latvijsko Sveučilište (Latvijas Universitāte), Tehničko Sveučilište (Rīgas Tehniskā Universitāte), Stradins Sveučilište (Rīgas Stradiņa Universitāte) te Stockholmsku školu ekonomije u Rigi (Rīgas Ekonomikas Augstskola). U Rigi je i Latvijski parlament, Saeima, a rezidencija predsjednika nalazi se u samom Riškom dvorcu.
Riga je, prema popisu iz 2008. godine, sa svojih 717.371 stanovnika najveći grad u baltičkoj regiji. Latvijci čine 43 % stanovništva, a otprilike isti postotak čine i Rusi. Primjera radi, 58,5 % stanovnika Latvije su Latvijci, 29 % su Rusi, 3,9 % Bjelorusi, 2,6 % Ukrajinci, 2,5 % Poljaci, 1,4 % Litvanci, a preostalih 2,1 % navedeni su kao ostali. Većina Latvijaca su protestanti, dok Rusi pripadaju pravoslavnoj crkvi.

## Poznate osobe
- Helmuts Balderis, igrač hokeja
- Mihail Barišnikov, slavni plesač i glumac
- Andris Biedriņš, košarkaš
- Aleksandrs Čaks, avangardni pjesnik i prozaist
- Sergej Ejzenštejn, ruski redatelj
- Heinz Erhardt, njemački komičar
- Laila Freivalds, švedska ministrica vanjskih poslova
- Elina Garanča, operna pjevačica
- Johann Gottfried Herder, njemački pjesnik i filozof
- Artūrs Irbe, igrač hokeja
- Jānis Lūsis, olimpijac
- Wilhelm Ostwald, kemičar, dobitnik Nobelove nagrade 1909.
- Mihail Talj, sovjetski šahist
- Friedrich Zander, sovjetski znanstvenik u području svemirskog istraživanja

## Međunarodna prijateljstva
Riga održava sestrinske veze sa sljedećim gradovima:
|  | Aalborg, Danska         |  | Firenca, Italija   |
|  | Almati, Kazahstan       |  | Calais, Francuska  |
|  | Amsterdam, Nizozemska   |  | Cairns, Australija |
|  | Astana, Kazahstan       |  | Kijev, Ukrajina    |
|  | Bordeaux, Francuska     |  | Kobe, Japan        |
|  | Bremen, Njemačka        |  | Moskva, Rusija     |
|  | Dallas, SAD             |  | Minsk, Bjelorusija |
|  | Norrköping, Švedska     |  | Peking, Kina       |
|  | Pori, Finska            |  | Rostock, Njemačka  |
|  | Sankt Peterburg, Rusija |  | Santiago, Čile     |
|  | Stockholm, Švedska      |  | Suzhou, Kina       |
|  | Taipei, Tajvan          |  | Tallinn, Estonija  |
|  | Vilnius, Litva          |  | Varšava, Poljska   |

## Galerija fotografija
- Kuća crnoglavih
- Stari grad
- Burza
- Zgrada u stilu Art Nouveau
- Zgrada u stilu Art Nouveau
- Umjetnička akademija
- Tržnica u Rigi

## Vanjske poveznice
- Službena stranica (let.) (rus.) (engl.) (fr.)
- Turistička prezentacija Rige  Arhivirana inačica izvorne stranice od 23. ožujka 2005. (Wayback Machine) (let.) (rus.) (engl.) (fr.) (njem.)
- Sveučilište u Rigi (let.) (engl.)
- Latvijski institut  Arhivirana inačica izvorne stranice od 4. prosinca 2001. (Wayback Machine) (let.) (rus.) (engl.) (fr.) (njem.)